# SN 2001es
SN 2001es – supernowa typu Ia odkryta 7 października 2001 roku w galaktyce A020208+1905. W momencie odkrycia miała maksymalną jasność 18,00m.